# Pismo

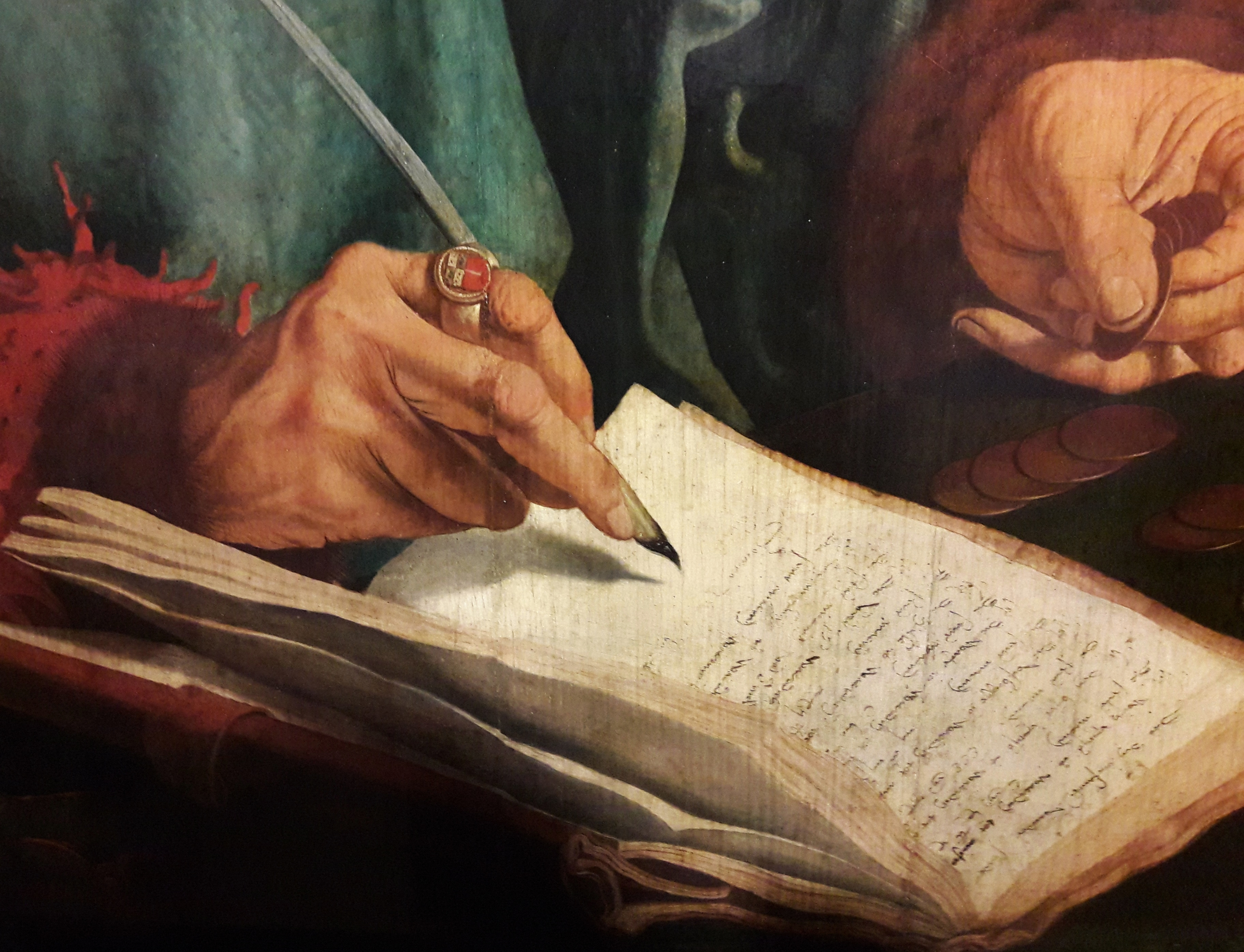
Motyw pisania – fragment obrazu Marinusa van Reymerswaelego Poborcy podatków, pierwsza połowa XVI wieku

Pismo – system umownych znaków graficznych, za pomocą których przedstawiany jest język mówiony. Jako jeden z ludzkich wynalazków intelektualnych jest środkiem porozumiewania się oraz odzwierciedleniem mowy i myśli. Zanim powstało pismo, do przekazywania mowy służyły obrazki, różne środki mnemotechniczne oraz zrozumiałe dla danej społeczności, przedtem uzgodnione i odpowiednio spreparowane, symbole. Pismo ewoluowało od najstarszego stadium – piktografii, poprzez ideografię, pismo analityczne, aż do najmłodszego – pisma fonetycznego.

## Historia pisma jako dziedzina naukowa
Pismo jest głównym środkiem przekazu dorobku cywilizacyjnego. Historia pisma nie jest odrębną dyscypliną naukową, stanowi jedynie element pomocniczy takich dziedzin, jak: epigrafika – nauka, zajmująca się odczytywaniem i interpretacją inskrypcji, wyrytych w materialne twardym (np. w kamieniu), paleografia – dziedzina, zajmująca się badaniem tekstów, pisanych farbą lub atramentem na materiałach miękkich (np. na pergaminie). Elementami historii pisma zajmują się: egiptologia (pismo hieroglificzne, hieratyczne, demotyczne), asyrologia (pismo klinowe), arabistyka (pismo arabskie), kartwelistyka (pisma gruzińskie), sinologia (pismo chińskie) itd. Antropologia i etnologia badają m.in. pismo ludzi pierwotnych, poszczególne filologie i językoznawstwo – rozwój pisma i języków, grafologia – pismo w aspekcie psychologiczno-biologicznym, alfabetologia – problemy pochodzenia alfabetu.
Rozwój pisma – w obliczu postępu rozwoju cywilizacji ludzkiej – jest tak samo ważnym czynnikiem, co rozwój mowy, ponieważ zarówno mowa, jak i pismo są podstawowymi środkami porozumiewania się w obrębie danej społeczności. Niezbędnym warunkiem do istnienia pisma jest istnienie języka, gdyż pismo jest graficznym, symbolicznym odzwierciedleniem mowy i myśli, niemniej nie wszystkie społeczności wykształciły tę umiejętność, nie pozostawiając po sobie żadnych źródeł pisanych. Również współcześnie większość języków świata to języki pozbawione tradycji piśmienniczej (zapisywane rzadko lub wcale), którymi posługują się niewielkie społeczności. Rozwój pisma, choć cywilizacyjnie istotny, nie jest konieczny dla egzystencji języka (w postaci mówionej); języki ustne w taki sam sposób jak języki pisane rządzą się zasadami gramatyki.
Pismo należy do naturalnych metod przekazywania mowy i myśli na odległość (do innych metod zalicza się np. mowa znaków) i w czasie. W odróżnieniu od mowy pismo jest wynalazkiem ludzkim. W procesie ewolucji człowiek wykształcił najpierw umiejętności techniczne, następnie intelektualne. Powstanie pisma wiąże się z umiejętnościami umysłowymi człowieka i być może jest wynikiem najstarszych prób wyrażania myśli – symbolicznych rysunków naskalnych datowanych na górny i późny paleolit, w których jednak nie sposób jeszcze dopatrzyć się podobieństwa do starożytnych systemów pisma.

## Geneza pisma

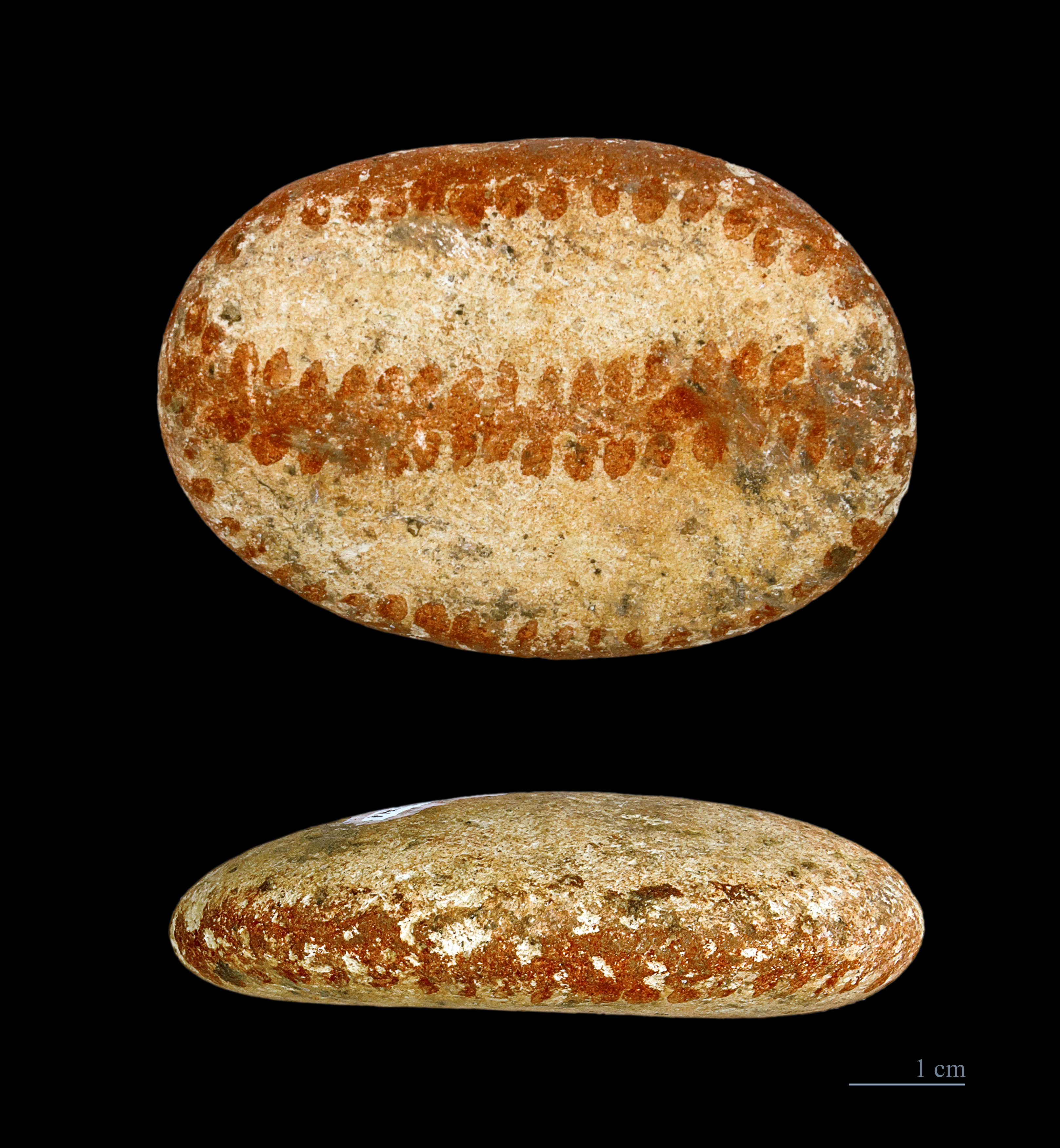
Otoczak kultury azylskiej

Wychodząc z najszerszej definicji pisma, tj. sposobu utrwalania idei i mowy za pomocą znaków na nadającym się do tego materiale, można podjąć próbę klasyfikacji pisma pod względem faz jego rozwoju.
Ikonografia
Zanim powstało świadome pismo, człowiek wyrażał swoje myśli za pomocą obrazków (np. przedstawiające sylwetki zwierząt petroglify ze starszej epoki kamienia czy znaki i motywy geometryczne oraz prymitywne rysunki ochrą na otoczakach kultury azylskiej lub umowne sylwetki ludzi w grobach megalitycznych z neolitu), będących magią sympatyczną lub elementem praktyk rytualnych. Najprawdopodobniej jednak nie powstawały one po to, by zarejestrować przekaz wydarzeń lub myśli, lecz stanowią przejaw duchowości człowieka z pogranicza religii, magii i sztuki.
Środki mnemotechniczne

Inkaskie kipu

Najprostszym środkiem mnemotechnicznym jest węzełek. Metodę węzełkową stosowali Indianie prekolumbijskiej Ameryki Południowej, tworząc kipu, a także m.in. chińskie i tybetańskie ludy starożytne, Li z Hajnanu, Santalowie z Bengalu, plemiona z Riukiu, wysp polinezyjskich, Afryki Środkowej i Zachodniej, Kalifornii, południowego Peru. Na Wyspach Salomona, Karolinach, Palau do dziś przekazuje się wiadomości za pomocą sznurków z węzełkami i pętelkami. Na Markizach bardowie recytowali za pomocą tej metody swoje poematy liturgiczne, a lud Makonde używał jej do mierzenia czasu.
Inną metodą jest karbowany kij stosowany do przekazywania wiadomości przez pierwotne ludy Australii, Ameryki Północnej, Afryki Zachodniej, Chin, Mongolii, Azji Południowo-Wschodniej, Skandynawii. Ten sposób znany był też w Polsce (zob. karbowy), Rosji (birki), Anglii (tally-sticks) i we Włoszech. Irokezi używali do zapamiętania przekazów wampum – pasów z odpowiednio splecionych sznurków muszelek lub paciorków. Do środków mnemotechnicznych można zaliczyć też herby, znaki handlowe, tatuaże, wusumy, tamgi, pieczęcie, znaki na wyrobach.
Porozumiewanie się przy pomocy symboli
Sposoby porozumiewania się za pomocą symboli należą do wstępnej fazy pisma. Odnoszą się do nich używane przez ludy Afryki Zachodniej aroko, indiańskie kalumety, ndangu i bolongu ludów Bangala znad górnego Konga, tj. odpowiednio wystrzępione liście bananowe, przeciągnięte w poprzek prowadzących do wiosek ścieżek sznury z zawieszonymi gwiazdkami z rozszczepionego rotangu u tybetańskich Kachjenów, stosowane do dziś przez niektóre plemiona afrykańskie kości do wróżenia, kości do gry, karty, znaczki, monety i wiele innych.

## Fazy rozwoju pisma
Pismo piktograficzne

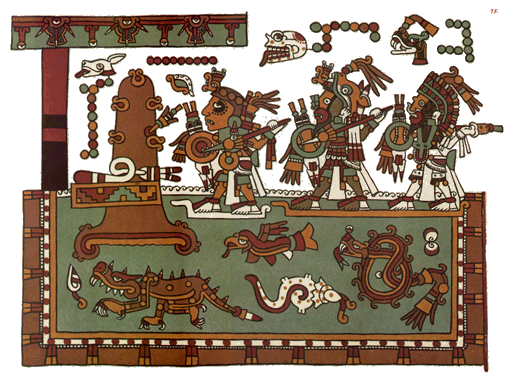
Oblężenie wioski opisane pismem ideograficznym Misteków

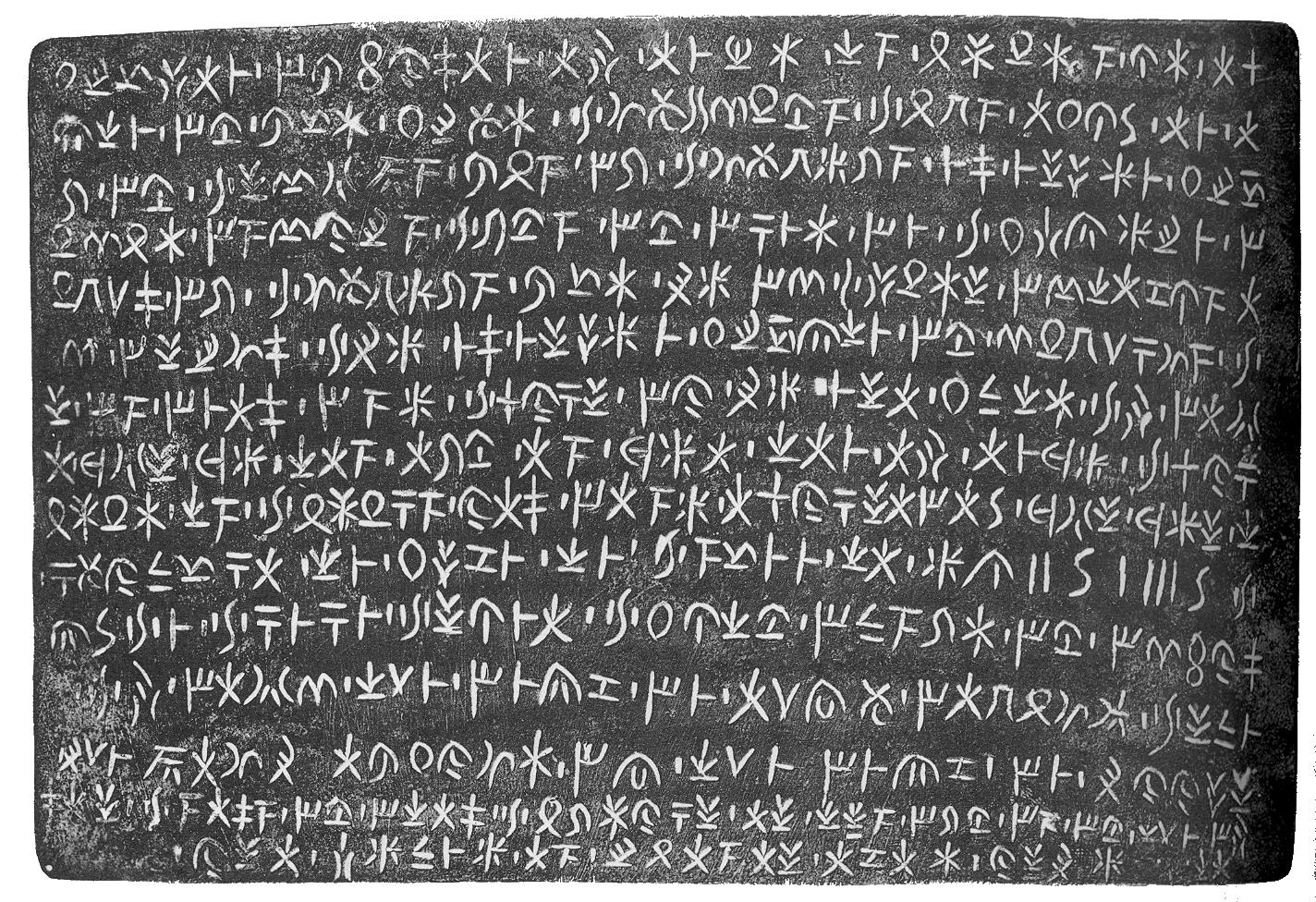
Tabliczka zapisana cypryjskim pismem sylabicznym

Najstarszą fazą pisma jest piktografia, gdzie każdy obrazek, rysunek, symbol oznaczał przedstawione pojęcie (np. schematyczny rysunek człowieka przedstawiał człowieka, koło – słońce). Pismo piktograficzne jest pismem semantycznym. Nie występuje tu fonetyzm niezbędny do wyrażania dźwięków mowy. Różni się jednak od rysunku tym, że przekazuje pewne zdarzenie, a nie oddziałuje na wyobrażenie o tym zdarzeniu. Piktografami posługiwały się prehistoryczne ludy basenu Morza Śródziemnego, niektóre ludy Afryki Środkowej, Ameryki Północnej i Australii.
Pismo ideograficzne
W drodze ewolucji pismo obrazkowe przekształciło się w pismo ideograficzne. Piktogramów zaczęto używać do przedstawiania idei i pojęć związanych z konkretnym przedmiotem (dla przykładu, kółko mogło oznaczać zarówno słońce, ale też dzień, ciepło, światło, boga słońca). Ideogramy, przedstawiające proste pojęcia (np. ideogram oka ze łzą oznacza smutek), są uniwersalne i nie stanowią systemu pisma. W czystej postaci pismo ideograficzne stosowały niektóre ludy Ameryki Północnej i Środkowej, Afryki, Polinezji, Australii czy Syberii północno-wschodniej.
Pismo analityczne
Pismo analityczne (lub przejściowe) stanowi etap pośredni pomiędzy pismem ideograficznym a fonetycznym. Do pism analitycznych zaliczane są starożytne pisma Mezopotamii, Egiptu, Krety czy Hetytów, będące początkowo niemal w całości ideograficznymi, ale już z elementami ułożenia symboli w różnych kombinacjach.
Pismo fonetyczne
Przed powstaniem pisma fonetycznego, w którym symbol odpowiada dźwiękowi mowy, pismo nie było związane z konkretnym językiem. W drodze rozwoju znaki pisma fonetycznego zostały powiązane z mową i stały się jej odzwierciedleniem, a jednocześnie nie były uzależnione od niej swoim kształtem. Pismo fonetyczne dzieli się na dwa typy: sylabiczny i alfabetyczny.
Pismo sylabiczne
Na poszczególne pisma sylabiczne składają się zespoły symboli fonetycznych, z których każdy oznacza sylabę lub – jeśli znak nie stanowi sylaby – samogłoskę. Przeważnie sylabariusze zawierają sylaby otwarte, tj. zakończone samogłoską. Jeśli jednak wskutek ewolucji języka nastąpił zanik niektórych samogłosek, odczytanie tekstu pisanego pismem sylabicznym nastręcza trudności. Pismo sylabiczne stosowano w późniejszych dokumentach asyryjskich, w Byblos, na Cyprze, w Afryce Zachodniej, Ameryce Północnej czy Japonii.
Pismo alfabetyczne
Alfabet jest ostatnią fazą rozwoju pisma. Jego litery przedstawiają poszczególne głoski, dlatego alfabet jest łatwy do adaptacji i prosty w użyciu. Ten sam alfabet może być przystosowany do różnych języków (np. alfabet łaciński lub cyrylica).

## Pisma niealfabetyczne

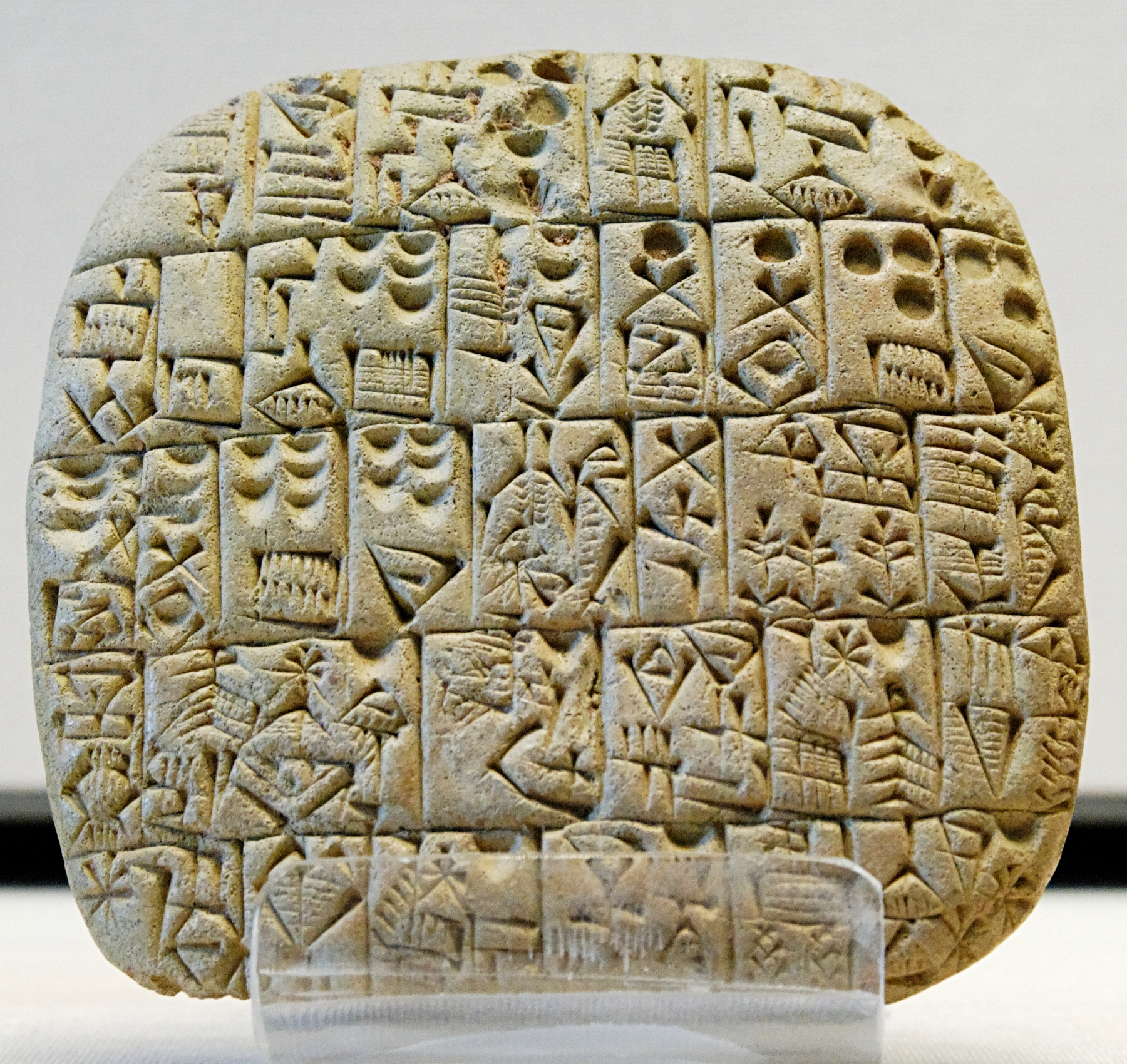
Pismo klinowe – tabliczka z kontraktem handlowym z Szuruppak (ok. 2600 p.n.e.)

### Pismo klinowe
Pismo klinowe jest jednym z najwcześniejszych systemów pisma. Termin „pismo klinowe” stosuje się do pism, których znaki łączą się za pomocą kresek w kształcie klinów, ćwieków lub stożków. Po raz pierwszy pojęcia tego użył Thomas Hyde w XVII wieku. Pismo klinowe określane też było jako pismo grotowe (ang. arrow-headed), pismo ćwiekowe (arab. mismari) lub ćwiekopis.

### Pisma starożytnego Egiptu

#### Pismo hieroglificzne
Nie wiadomo, jak Egipcjanie określali własne pismo, które początkowo stosowali powszechnie, z czasem ograniczając się do wyrzynania znaków na budowlach świątynnych i malowania inskrypcji na kamieniach. W okresie późniejszym, gdy pismo hieroglificzne rozumieli już tylko kapłani, hieroglify nazywano w Egipcie „pismem bogów” (mdw-ntr). Nazwę pismu nadali Grecy, określając je „świętymi wyrzynanymi literami” (gr. hierós – święty, glýphien – wyrzynać, grámma – litera), pojęcie „hieroglificzne” w odniesieniu do tego pisma rozpowszechniło się za pośrednictwem Diodora Sycylijskiego, Plutarcha i Klemensa Aleksandryjskiego, którzy stosowali je w swoich pracach. Współcześnie terminy „pismo hieroglificzne”, „hieroglify” stosowane są na określenie hetyckiego pisma hieroglificznego i pisma Majów, choć de facto nie są pismem hieroglificznym. W szerszym znaczeniu niesłusznie hieroglifami nazywany jest każdy niezrozumiały znak pisarski. Hieroglify egipskie zostały odczytane w 1822 roku przez Jeana-François Champolliona.

#### Pismo hieratyczne
Gdy pismo hieroglificzne zaczęło przysparzać problemów, tj. gdy w Egipcie pojawiła się potrzeba sporządzania notatek handlowych czy spisywania utworów literackich, wykształciło się pismo hieratyczne. Materiały piśmiennicze (papirus, pędzelek) przyczyniły się do zatracenia przez monumentalne pismo hieroglificzne jego obrazkowego charakteru. Znaki pisma hieratycznego w dalszym ciągu pozostawały hieroglifami, które przekształcono na kursywę. Wiele z nich połączono, dzięki czemu powstały ligatury. Początkowo hieratyką pisano pionowo, później – poziomo, od prawej do lewej strony. Najwcześniejsze przykłady pisma hieratycznego można odnaleźć w zabytkach okresu I dynastii. Ewoluując coraz bardziej, hieratyka stawała się nieczytelna, a z pojawieniem się pisma demotycznego w VII wieku p.n.e. stała się pismem kapłanów i było używane przez nich do spisywania tekstów religijnych do III wieku. Zgodnie z tym stanem rzeczy Klemens Aleksandryjski to pismo określił „pismem hieratycznym” (hieratikós – święty, kapłański).

#### Pismo demotyczne
Nie da się z pewnością określić, jaki stosunek łączy pismo hieratyczne z demotycznym. W okresie XII–VIII wiek p.n.e. zachowało się niewiele papirusów spisanych hieratyką z Dolnego Egiptu. Większość, którymi dysponuje nauka, pochodzą z Górnego Egiptu, będącym wówczas odrębnym państwem. Hieratyka prawdopodobnie w obu państwach rozwijała się osobno i gdy Egipt ponownie został zjednoczony w VIII wieku p.n.e., zaczęła się upowszechniać dolnoegipska demotyka – kursywna pochodna hieratyki. Pisano nim, podobnie, jak hieratyką, poziomo, od prawej strony do lewej. Najstarsze zabytki pisma demotycznego datowane są na VII wiek p.n.e., najpóźniejszy – rokiem 476. Na znaki pisma demotycznego składały się przeważnie znaki wyrazowe, fonogramy i determinatywy. Pojedyncze znaki demotyczne powstały poprzez połączenie grup znaków pisma hieratycznego za pomocą ligatur. Początkowo demotyki używano w środowisku handlarzy oraz w korespondencji prywatnej. Na początku III wieku p.n.e. ukształtowała się stereotypowa forma pisma. W czasach Ptolemeuszy stało się, na równi z greką i hieroglifami najważniejszym pismem państwowym i było w użyciu do V wieku.
Nazwa pisma „ludowe gminne litery” (gr. demotiká grámmata) pochodzi z dzieł Herodota, Klemens Aleksandryjski za nazwą egipską „pismo listów” (sh[n]-š.t) określał je „literami listowymi” (gr. grámmata epistolographiká).

### Pisma kreteńskie

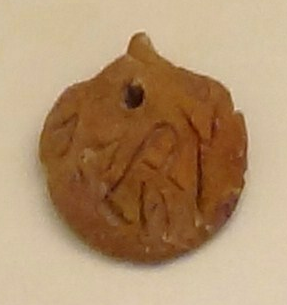
Gliniany wisiorek z piktogramem kreteńskim (ok. 1900 roku p.n.e.)

#### Pisma piktograficzne
Pismo piktograficzne klasa A
Najwcześniejsze zabytki piśmiennictwa kreteńskiego pochodzą z okresu wczesnominojskiego (ok. 2800 roku p.n.e.), gdy na Krecie zaczęła się rozwijać sztuka grawerowania pieczęci ze steatytu i kości słoniowej, trójgraniaste lub stożkowe. Na tych wyrobach zaobserwowano prymitywne jeszcze symbole, przedstawiające sylwetki ludzi. Sklasyfikowano je jako pismo piktograficzne klasa A. Pytanie, czy można je uznać za prawdziwą piktografię, pozostaje otwarte.
Pismo piktograficzne klasa B
Właściwe piktogramy kreteńskie pochodzą z czasów średniominojskich (XX–XIX wiek p.n.e.). Określa się je jako pismo piktograficzne klasa B. Jest to pismo bardziej kursywne. Odkryto krótkie inskrypcje wyrzynane na trój-, czworobocznych lub okrągłych pieczęciach kryształowych, jaspisowych czy karneolowych oraz napisy na tabliczkach glinianych, blaszkach i sztabkach z brązu. Z tego okresu pochodzą też znaki linearne na kamieniach budowlanych i znaki własnościowe na naczyniach. Wyszczególniono około 135 znaków, które przedstawiają sylwetki ludzi i zwierząt, symbole religijne, broń, rośliny, figury geometryczne. Pismo to miało system cyfrowy. Według jego odkrywcy, Arthura Evansa, w piktografii klasy B pojawiły się już elementy ideograficzne, fonetyczne i prawdopodobnie determinatywy. Piktogramy klasy B pisano od lewej strony do prawej, czasem sposobem bustrofedon.

#### Pisma linearne
Pismo linearne A
Około XVII wieku p.n.e. kreteńskie pismo piktograficzne zanikło, ustępując miejsce kursywnemu pismu linearnemu. Pismo linearne A liczyło od 76 do 90 znaków, do połowy symboli wywodziło się z wcześniejszego pisma piktograficznego. Ze względu na to, że pismo linearne A nie zostało odczytane, stwierdzenie, jaki typ reprezentuje, nastręcza trudności (prawdopodobnie ideograficzno-fonetyczny). Pismo linearne A było rozpowszechnione poza granicami Krety, o czym świadczą odnalezione napisy. Pismem linearnym A pisano od lewej strony do prawej, napisy sporządzano różnymi technikami: od grawerowania do pisania atramentem. Posługiwano się nim jeszcze w okresie późnominojskim (ok. XVI wiek p.n.e.).
Pismo linearne B
Pismo linearne B jest pismem sylabicznym, nazywane jest też pismem dworskim lub urzędowym ze względu na miejsca, gdzie odkryto zabytki piśmiennictwa – przeważnie w archiwach pałacowych. Pozostaje nierozstrzygnięta kwestia, czy pismo linearne B rozwijało się równolegle do pisma linearnego A, czy z niego wyewoluowało. Wytypowano około 80 znaków tego pisma, z czego ponad połowa ma wspólne cechy ze znakami pisma linearnego A. Odmienny jest sposób zapisywania cyfr. Pismo linearne B było w użyciu do około 1200 roku p.n.e.

#### Dysk z Fajstos
Osobną kategorię stanowi dysk z Fajstos zapisany znakami obrazkowymi, które niemniej nie wykazują podobieństwa do kreteńskiego pisma piktograficznego. Ponieważ jednym ze znaków na dysku jest głowa ozdobiona pióropuszem, istnieje pogląd, że zabytek nie pochodzi z kultury kreteńskiej. Datowanie zabytku na 1700 rok p.n.e. jest wątpliwe, gdyż zostało przyjęte na podstawie odnalezionej obok dysku tabliczki zapisanej pismem linearnym A. Inskrypcja na dysku jest tłoczona, nieznany jest język, ani pismo, w którym została sporządzona, nie wiadomo, jaki kierunek czytania tekstu należy przyjąć za właściwy.

### Pismo doliny Indusu
Pismo Protohindusów istniało na przestrzeni III–II tysiąclecia p.n.e., miało charakter miejscowy, nie zostało odczytane. Z odnalezionych zabytków (głównie pieczęcie w liczbie około 2000, co w sumie daje 10 tys. znaków tekstu) ustalono liczbę znaków na około 400, a więc pismo musiało zawierać też ideogramy i znaki i fonetyczne. Z tego wynika, że należy do typu pisma mieszanego, wyrazowo-zgłoskowego, tj. część znaków przekazuje pełne wyrazy, część – sylaby. Pisano od prawej strony do lewej, z rzadka, gdy w inskrypcji występuje drugi wiersz, pisano go sposobem bustrofedon.

### Pisma hetyckie

#### Hetyckie pismo hieroglificzne

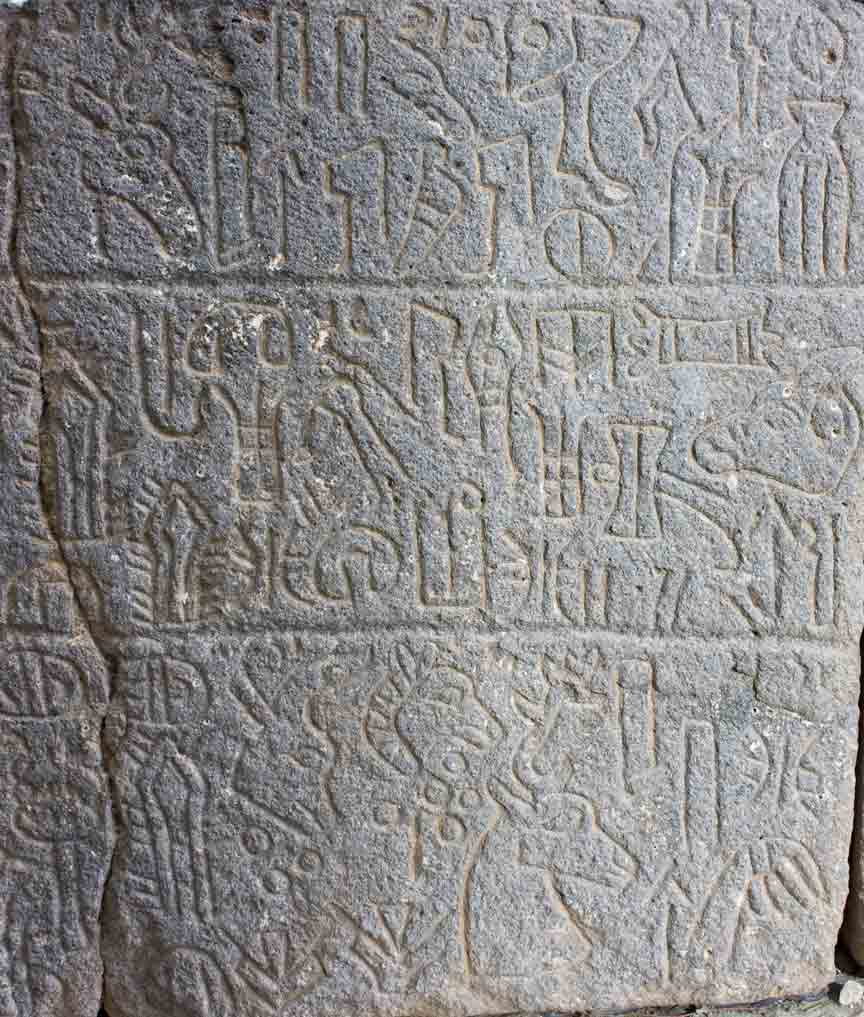
Hieroglify luwijskie

Najstarsza inskrypcja spisana hetyckim (nazywanym też luwijskim lub anatolijskim) pismem hieroglificznym datowana jest na około 1500 rok p.n.e., najmłodsza na około 600 rok p.n.e. Większość zabytków pochodzi z X–VIII wieku p.n.e. przeważnie na terenie północnej Syrii. Są to inskrypcje naskalne oraz spisane na pomnikach, ołowiu, glinianych pieczęciach i srebrnej pieczęci Tarkumuwy. Niektóre z nich mają kursywną postać. Początek inskrypcji znajduje się w prawym górnym rogu. Pisano sposobem bustrofedon, znaki zwracano ku początkowi wiersza, słowa rozdzielano osobnymi znakami. Liczbę znaków ustalono na 220, choć pismo mogło liczyć ich do 420. Większość znaków ma wartość ideograficzną, część fonetyczną i 57 sylabiczną.

#### Hetyckie pismo klinowe
Hetyckie pismo hieroglificzne było w użyciu przez kilka stuleci, zastąpione zostało w życiu codziennym przez wczesnobabilońską odmianę pisma klinowego, które stosowano do upadku państwa Hetytów. Używano jej też do zapisywania pokrewnych hetyckiemu języków palajskiego i luwijskiego. Z hetyckim pismem klinowym nauka zetknęła się po odnalezieniu królewskiego archiwum w Hattusas w 1906 roku, gdy natrafiono na gliniane tabliczki zapisane pismem klinowym, które można było odczytać, ale nie zrozumieć. Język hetycki pisany pismem klinowym odczytał Bedřich Hrozný w 1915 roku.

### Pismo chińskie
Pismo chińskie to jedyne współcześnie używane pismo analityczne. Nie wiadomo kiedy powstało, najstarsze zabytki datowane są na początek II tysiąclecia p.n.e. Do ewolucji znaków od pierwotnych piktogramów do postaci współczesnej przyczyniły się materiały piśmiennicze (rylec bambusowy, jedwab, pędzelek bi). Znaki pisma chińskiego sklasyfikowane są w sześciu kategoriach: xiang (proste piktogramy) lub xiang xing (schematyczne rysunki), zhi shi (znaki wskazujące, np. proste liczebniki, niektóry przyimki, pory dnia), hui yi (ideogramy, składające się z kilku prostych rysunków), zhuan zhu (znaki, zmieniające znaczenie po ich odwróceniu), jia jie (zapożyczenia homofonowe i fałszywe zapożyczenia z racji podobieństwa znaków), xing sheng (złożenia fonetyczne). Bardziej ogólna klasyfikacja dzieli znaki na 300 (wcześniej 500–600) znaków semantycznych, nieliczne fonetyczne (łącznie z tonami) i graficzne lub kaligraficzne pod względem ilości podstawowych kresek (od 9 do 17). Tekst zapisywany jest pionowo, z góry w dół, od prawego górnego rogu nośnika. Pismo chińskie wywarło wpływ na pisma japońskie, wietnamskie, mongolskie, koreańskie i niektóre pisma niechińskie.

### Pisma Ameryki przedkolumbijskiej

#### Pismo Majów
Gdy Majowie zaznaczyli swoją obecność na łamach historii (Stare Imperium Majów IV–IX wiek), mieli już rozwinięte pismo, o procesie ewolucji którego brak jakichkolwiek danych. Zachowały się trzy manuskrypty w piśmie Majów: Kodeks Drezdeński, Kodeks Tro-Cortesianus i Kodeks Peresianus oraz ponad tysiąc rzeźbionych lub rytych inskrypcji na stelach, ołtarzach, placach do gry w piłkę, schodach, sufitach itd. oraz polichromicznych, stylizowanych glifów na wyrobach ceramicznych i metalowych. Pismo Majów było analityczne, obrazkowo-ideograficzno-fonetyczne. Zostało odczytane w 1951 roku przez Jurija Knorozowa.
Pismem podobnym do pisma Majów posługiwali się Toltekowie, którzy pojawili się w Meksyku w połowie I tysiąclecia. Oprócz kodeksów, pochodzących z czasów po konkwiście, zachowały się glify na tolteckich piramidach, świątyniach i pomnikach z okolic Santa Lucía Cotzumalguapa.

#### Pismo Azteków
Pismo Azteków prawdopodobnie jest pochodną pisma Majów. Zachowało się 14 rękopisów datowanych na okres sprzed konkwisty. Pisano na tkaninie z agawy lub papierze amate. Pismo Azteków jest piktograficzno-analityczne. Znaki są prymitywne. Spotykane są znaki ideograficzne, oddające na piśmie pojęcie, a nie dźwięk. Pod tym względem należą raczej do środków mnemotechnicznych niż pisma. Niektóre znaki mają charakter fonetyczny.

### Pismo Wyspy Wielkanocnej

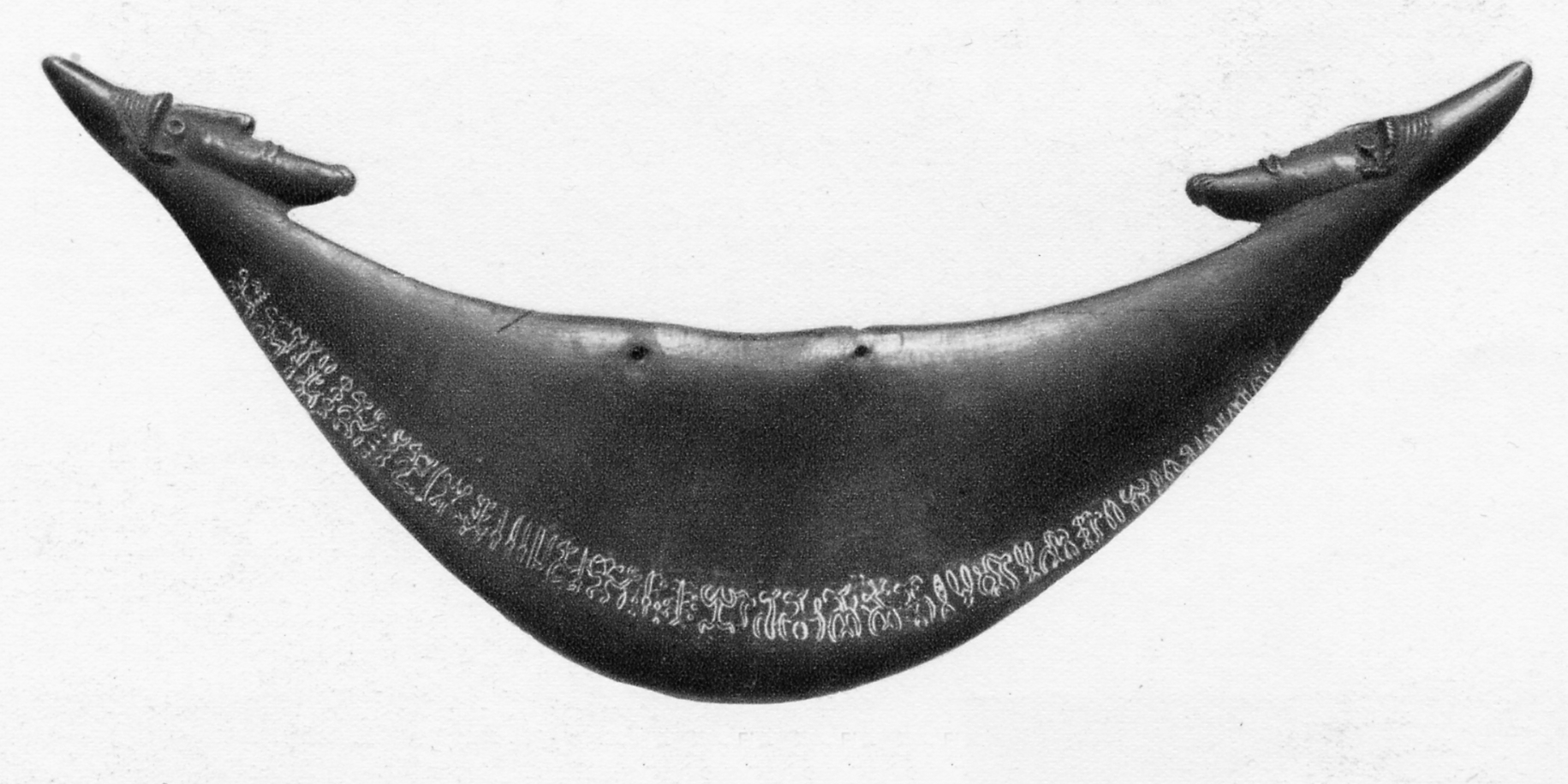
Rei-miro z pismem rongo-rongo

Po piśmiennictwie dawnych mieszkańców Wyspy Wielkanocnej zachowały się pałeczka jako materiał piśmienniczy, rei-miro (pektorał) i ponad 20 tabliczek drewnianych kohau rongo-rongo („recytująca pałeczka”, „pałeczka pieśniarzy”) różnej długości i kształtu, niekiedy jako okrągłe laski, na których tekst biegnie bez przerw po obwodzie, co utrudnia odnalezienie jego początku. Geometryczne znaki na tabliczkach ryto zębami rekina sposobem bustrofedon, zaczynając od lewego górnego rogu. Każdy wiersz przechodził na drugą stronę tabliczki, którą w trakcie czytania należało odwrócić do góry nogami. Pismo było piktograficzne, niektóre znaki przyjęły postać stylizowaną. Pismo nie zostało odczytane. Treść niektórych tabliczek została ujawniona przez tubylców. Tajemnica pisma rongo-rongo była strzeżona przez tangata-rongo-rongo („ludzi rongo-rongo”) i przekazywana następcom. W użyciu była też kursywna odmiana pisma tau lub t’au.

### Pozostałe pisma ideograficzne
W przeszłości istniały i do współczesności istnieją pisma ideograficzne mniej lub bardziej znane. Z powodu znikomego wpływu, które wywierały na inne pisma, są one w mniejszym stopniu interesujące dla nauki, zajmującej się historią pisma. Najczęściej ich pochodzenie i czas powstania nie są znane i bardzo prawdopodobne jest, że powstawały pod wpływem kultur sąsiednich.

#### Pismo yi
Zachowały się iluminowane rękopisy klasycznego pisma yi (lub lo-lo) chińskiej mniejszości etnicznej Yi, z czego wnioskuje się, że pismo liczyło około 3000 znaków, choć w 1886 roku Frederick Samuel Augustus Bourne pozyskał od rodzimego użytkownika języka i zanotował 376 znaków. Najstarszy zapis pismem lo-lo datowany jest na rok 1533. Przeważnie większość znaków to uproszczona odmiana pisma chińskiego. Prawdopodobnie wiele znaków miało też wartości fonetyczne. Teksty pismem lo-lo zapisywane były na dwa sposoby: poziomo od prawej do lewej (plemiona Ta Liang-szan z prowincji Syczuan) lub w kolumnach od lewej do prawej (pozostali użytkownicy języka Yi). Pismo zostało zestandaryzowane w latach siedemdziesiątych XX wieku, współcześnie jest pismem sylabicznym.

#### Pismo Naxi
Pismo grupy etnicznej Naxi z przedgórza Himalajów zostało odkryte w połowie XIX wieku przez misjonarza Augusta Desgodinsa. Prawdopodobnie pisma Naxi stworzyli dongba (szamani) na potrzeby rytuałów magicznych i nie stanowią etapu ewolucji pisma od stadium piktografii do ideografii. Zachowane rękopisy miały za zadanie „podpowiadać” recytującemu kolejność zwrotek wyuczonego na pamięć tekstu. Współcześnie Naxi północni posługują się alfabetem tybetańskim, południowi – pismem chińskim.

#### Pisma Chin Północnych i Środkowych
W północnych i środkowych Chinach funkcjonowały pisma nieoparte na systemie pisma chińskiego, np. mało znane pismo Kitanów, będące urzędowym pismem dynastii Liao. Znane są nauce jedynie 5 znaków. W jego miejsce w 1119 roku wprowadzono narodowe pismo Dżurdżenów, a po modyfikacjach w 1138 roku – tzw. małe pismo.

#### Pismo tanguckie
Pismo państwa Xixia zostało prawdopodobnie wprowadzone w 1037 roku przez króla Li Yuanhao. Zachowało się kilka inskrypcji i manuskryptów zapisanym tym pismem. Pismo jest sylabiczno-ideograficzne. Pisano nim pionowo, z góry na dół, od prawej do lewej strony.

#### Pismo nsibidi

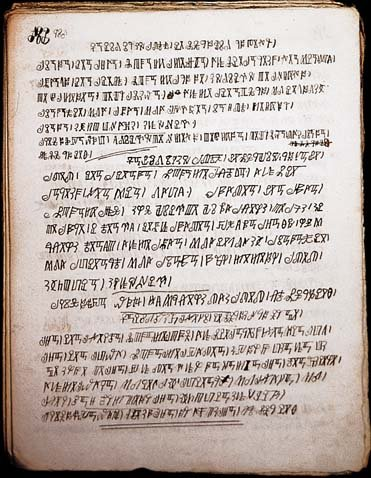
Pismo bamum (a ku u ku)

Pismem nsibidi (nczibiddi lub nczibiddy) posługiwała się ludność tubylcza zamieszkała obszary nad górną Rzeką Krzyżową w Nigerii i Kamerunie. Jego pochodzenie nie jest znane, przypuszczalnie zostało stworzone przez plemię Uguakima. Według legendy przekazały je pawiany (idiok). Według ekoickiej tradycji to właśnie Ekoi wynaleźli nsibidi, choć nauka nie ma na to potwierdzenia. Doszukiwano się też genezy pisma w hieroglifach egipskich na podstawie kwadratowego symbolu „dom” (domy użytkowników pisma są okrągłe). Pismo zostało odkryte w 1904 roku. Nazwa nsibidi może pochodzić od efickiego „wycinać”, „kroić”, odcinać”, ibockiego „grać” lub ekoickiego „obracać”. Pismo nsibidi ma charakter ideograficzny. Najczęściej jeden znak odpowiada jednemu pojęciu, rzadziej – kilku. Większość znaków znana jest jedynie wtajemniczonym. Nieliczne symbole dostępne wielu użytkownikom pisma są zazwyczaj tatuowane na twarzach, ramionach i nogach. Pismu nsibidi przypisywane są właściwości magiczne.

#### Pismo bamum
Pismo bamum zostało stworzone przez króla kameruńskiego plemienia Bamumów Ibrahima Ndżoję. W okresie swoich rządów Ndżoja opracował w sumie siedem pism, z czego pierwszych pięć było pismem piktograficznym i ideograficznym: 1. Leua („księga”), 2. Mbima („mieszane”), 3–6. Nazwane od pierwszych symboli pisma nji nji nsza mfu, rii nji nsza mfu, rii nji mfu mεn, a ku u ku, 7. Mfεmfε („nowe”). Współcześnie pisma bamum powoli zanikają.

#### Pisma Indian amerykańskich
W dolinie Paucartambo w Peru odkryto fragmenty Nowego Testamentu zapisane nieznanym z pochodzenia i zasięgu geograficznego pismem piktograficznym. Nad jeziorem Titicaca odkryto piktograficzno-ideograficzne pismo ajmara. Zostało stworzone przez tubylca z Sampaya w celach nauczania współziomków katechizmu. Pismo przetrwało dwa pokolenia. Lud Kuna w rytuałach magicznych używa własnego pisma piktograficzo-ideograficznego. Pismo to prawdopodobnie zostało stworzone w czasach przedkolumbijskich. Teksty zapisywane są sposobem bustrofedon, od prawej do lewej w pierwszym wierszu, który zaczyna się w dolnym prawym rogu. Indianie Ameryki Północnej posługiwali się sposobami mnemotechnicznymi, używając prostych piktogramów. Misjonarz Christian Kauder w XIX wieku stworzył pismo ideograficzne z 5701 symboli, których używało plemię Mikmaków.

#### Pismo minahasańskie
Zachowały się dwie strony rękopisu z Minahasy („konfederacja”), na podstawie czego wnioskuje się, że członkowie ośmiu plemion okręgu Manado wyspy Celebes (grupa etniczna Minahasa) mieli własny system pisma ideograficznego, o którym wiadomo bardzo mało.

#### Pismo czukockie
Pismo czukockie prawdopodobnie jest najmłodszym pismem ideograficznym. Zostało stworzone w 1930 roku przez pastucha Tenewila znad górnego Anadyru. Zachowało się 14 drewnianych tabliczek zapisanych jego ręką. Symbole pisma Czukczów są prymitywne, znaki stylizowane.

## Historia pisma
Brak jest jednoznacznych wskazówek na temat tego, kiedy powstało pierwsze pismo. Z uwagi na zachowane do czasów współczesnych różnice pomiędzy rodzajami pisma, jest pewne, że proces powstawania pisma przebiegał niezależnie od siebie w różnych częściach świata. Jednymi z najstarszych odkrytych artefaktów, zawierającymi zestawy symboli, umieszczonych w formie wskazującej, że stanowią one formę pisma, to znaleziona na terenie dzisiejszej Rumunii tzw. tabliczka z Tărtării (należąca do szerszej grupy znalezisk, składających się na tzw. kulturę Vinča), oraz tabliczka z Dispilio odkryta na obszarze współczesnej Grecji; oba datowane są na 5300 r. p.n.e. Inną grupą znalezisk sugerujących, iż są znakami pisma stanowią symbole używane w Chinach; wg niektórych uczonych najstarsze świadectwa istnienia pisma chińskiego liczą nawet 8 tys. lat (choć większość badaczy uważa, że powstanie chińskich ideogramów nie nastąpiło wcześniej niż 4,5 tys. lat temu, lub nawet później). Opisane wyżej znaleziska nie są w nauce powszechnie uważane za potwierdzenie istnienia pisma w czasach i kulturach, w których istniały i uchodzą raczej za zestawy symboli; przy ich użyciu, zdaniem głównego nurtu nauki, nie dałoby się zapisać zdania.
Najstarszymi systemami znaków, służącymi do zapisywania słów, co do których nie ma wątpliwości, że są formą pisma, były sumeryjskie pismo klinowe, hieroglify egipskie, nieodczytane do dziś pismo cywilizacji doliny Indusu, oraz kreteńskie pismo hieroglificzne. Znacznie później, choć niezależnie od wyżej wymienionych systemów zapisu, powstawały inne pisma, m.in. pismo Majów czy ogamiczne.
Pierwszym systemem pisma, stosującym zapis alfabetyczny (ściślej: abdżadowy) było pismo fenickie, powstałe w XI w. p.n.e., od którego wywodzi się zdecydowana większość współcześnie używanych systemów pisma (aczkolwiek część rodzajów pisma, powstałych w wyniku ewolucji alfabetu fenickiego, stanowią pisma reprezentujące typ alfabetyczno-sylabiczny). Z niego wykształciło się m.in. pismo greckie (które dało początek – bezpośrednio lub pośrednio – innym typom pisma, m.in. alfabetowi łacińskiemu, cyrylicy oraz kilku rodzajom pisma nieużywanym współcześnie, np. gockiemu czy runom), pismo hebrajskie, arabskie, etiopskie, gruzińskie, ormiańskie, oraz liczne pisma indyjskie (m.in. dewanagari) i wywodzące się z nich pisma używane w Azji południowo-wschodniej (np. pismo khmerskie) itd.
Współcześnie jedynymi niepochodzącymi od fenickiego pismami są pismo chińskie (rozwijające się niezależnie od kilku tysięcy lat) oraz powiązane z nim systemy (m.in. japońskie kanji), oraz tworzone sztucznie od czasów średniowiecza systemy zapisu, spośród których jedynym, który odniósł sukces jest hangul, stosowany w zapisie języka koreańskiego; innymi systemami pisma, sztucznie tworzonymi od XIX lub XX wieku są m.in. sylabariusz kanadyjski czy sylabariusz vai.
Nie jest jasne, czy używany niegdyś przez Madziarów rowasz powstał niezależnie od innych rodzajów pisma, czy też był na nich wzorowany; podobnie nie można określić, czy hipotetycznie istniejące pismo słowiańskie, które miało dać początek głagolicy, powstało samodzielnie, czy też wzorowane było na starszych systemach zapisu.
W XIX wieku powstały specjalne systemy pisma, całkowicie oderwane od dotychczas stosowanych, używane do specjalnych celów, m.in. alfabet Morse’a, Braille’a czy systemy stenograficzne.